# Dating online
Serviciile de intâlnire pe Internet, cunoscute și ca „dating online” sau „internet dating” reprezintă un sistem de intâlnire care permite indivizilor, cuplurilor sau grupurilor, să comunice online și să dezvolte, ulterior, o relație romantică sau sexuală. Serviciile de dating online asigură stabilirea unor conexiuni prin intermediul calculatoarelor personale, a Internetului, sau chiar a telefoanelor mobile.
Astfel de servicii le permit indivizilor să facă publice anumite date personale despre ei înșiși, apoi să caute alte persoane, utilizând parametrii de genul: vârstă, sex, locație. Majoritatea site-urilor de profil permit utilizatorilor să posteze poze personale și să caute pozele celorlalți. Site-urile pot oferi servicii opționale, cum ar fi mesagerie instant, discuție online sau casuță de mesaje. Unele site-uri permit înregistrarea gratuită a membrilor, altele percep o taxă lunară de utilizare. 
Majoritatea site-urilor sunt generaliste, adunând membri din diferite medii sociale și culturale, în căutare de diferite tipuri de relații.
Alte site-uri sunt specializate, bazându-se pe adunarea membrilor cu aceleași interese, din aceleași locații sau cu aceleași cerințe privind tipul de relație dorită.

## Probleme
Pot apărea o serie de nemulțumiri utilizând serviciul de matrimoniale online. De exemplu, unele site-uri de matrimoniale nu afișează profilurile înscrise pe site, fără ca utilizatorul să-și facă mai intâi cont. Așadar, acesta este forțat să se inscrie, neștiind ce fel de membri va găsi pe site-ul respectiv. Pe alte site-uri de matrimoniale, profilurile nu sunt reale, acestea sunt postate ca „momeală” de către administratorii site-ului, cu scopul de a atrage noi membri plătitori.
Un număr mare de site-uri de matrimoniale păstrează profilurile online chiar dacă utilizatorul nu și-a mai accesat contul de foarte mult timp, generând astfel impresia că pe site-ul respectiv există mai mulți membrii disponibili decât sunt în realitate. Totuși, unele site-uri de matrimoniale au ca opțiuni de sortare alegerea utilizatorilor după ultima dată de accesare a serviciului. In cazul site-urilor de matrimoniale care au mesagerie instant sau chat, o modalitate de verificare este de a intra în dialog direct cu mai mulți utilizatori care sunt declarați on-line în momentul respectiv. Daca utilizatorul ce a inițiat dialogul nu primește nici un raspuns, deși el a inițiat un dialog politicos și a încercat sa comunice cu persoane care se potrivesc profilului sau, atunci acesta iși poate ridica un semn de întrebare privind veridicitatea profilelor respective.
O mare parte dintre utilizatori sunt „ademeniți” pe site-urile de matrimoniale prin „perioada gratis” de utilizare a site-ului, o perioadă de „testing”, lipsită de o multitudine de opțiuni oferite de un cont plătit (posibilitatea de a-i contacta pe ceilalți membri sau de a raspunde la mesaje).
În România, serviciul de matrimoniale online este, în majoritatea cazurilor, gratuit.
Site-urile gratuite de matrimoniale online sunt adesea ținta atacurilor de tip phishing (pentru obținerea datelor confidențiale) sau spam (pentru culegerea adreselor de e-mail) datorită numărului mare de utilizatori. De asemenea, acestea sunt țintite și de serviciile escort care își pot racola repede și gratuit partenerii. Un alt dezavantaj ar fi reclamele abundente pe fiecare pagină.
Site-urile contra-cost de matrimoniale online au avantajul ca nu sunt înțesate de reclame (venitul fiind asigurat din plata utilizatorilor), sunt mai rar ținta atacurilor amintinte (din cauza popularității scăzute cauzate de plată) iar siturile proaspăt create se folosesc de profiluri false pentru a-și câștiga popularitatea (cine s-ar înscrie să plătească pe un site gol).
Ambele forme de site-uri cu specific de dating online urmăresc câștiguri financiare rapide, unele din reclamele afișate vizitatorilor iar altele direct de la aceștia.

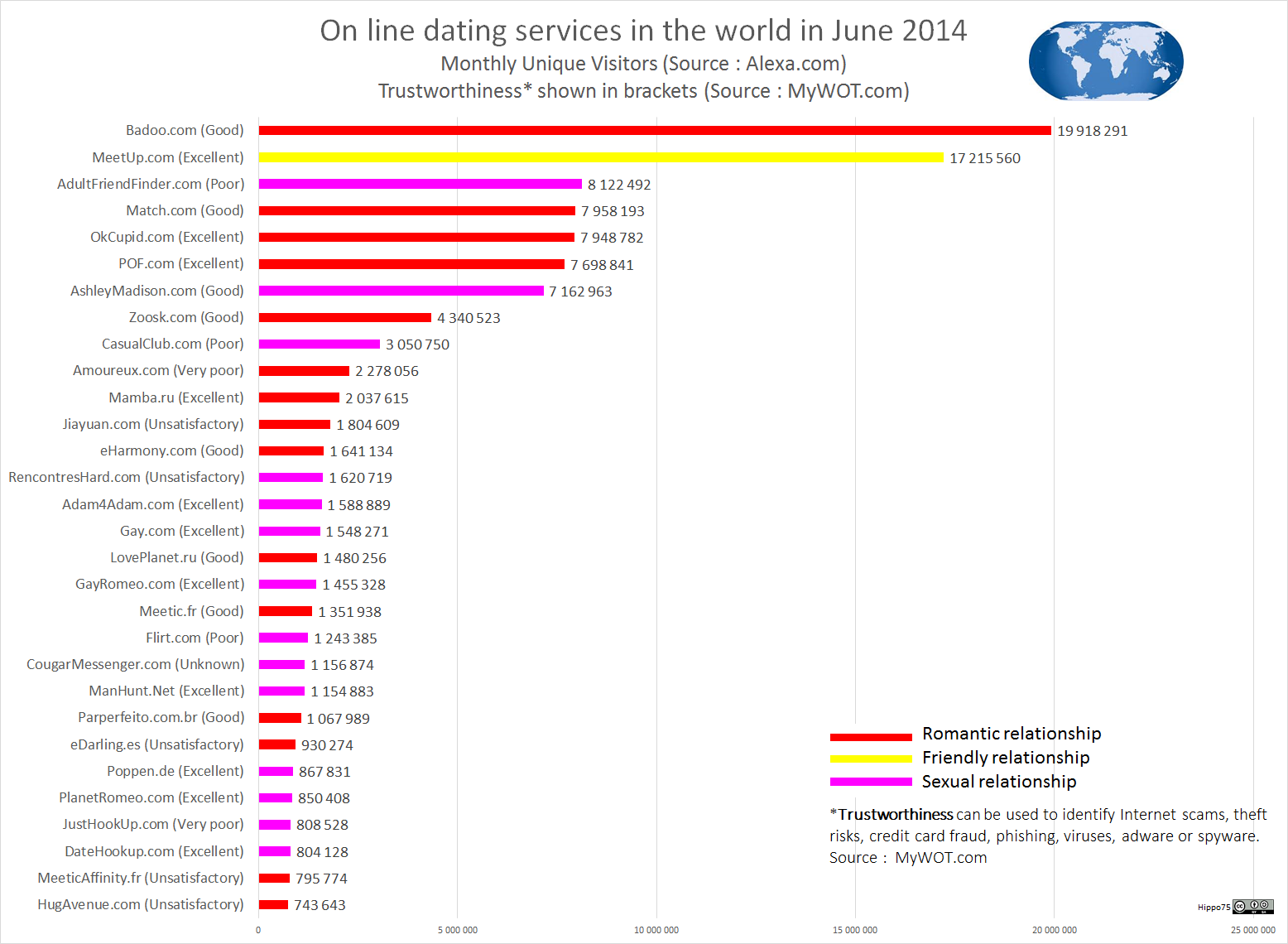
Clasament de site-uri de dating online în iunie 2014

## Comparatoare
Odată cu creșterea utilizării telefoanelor mobile și a tabletelor, pe lângă site-urile de dating online au apărut și aplicațiile dedicate matrimonialelor. Inevitabil, au apărut și site-uri de nișă (pentru vârstnici, minorități sexuale etc.).
Pentru a îi ajuta pe utilizatori să aleagă mai ușor un site sau o aplicație care li se potrivește, au fost create și agregatoare de site-uri/aplicații de dating online. Pe acestea pot fi făcute comparații în funcție de nișă, facilități, punctaje și pot fi citite review-uri. Acestea urmăresc să atragă o parte a câștigurilor site-urilor de dating, fie prin afiliere, fie prin alte taxe de utilizare a platformei, astfel că listarea pe respectivele platforme este condiționată de obținerea unui avantaj material.